# PGC 61116
LEDA/PGC 61116 ist eine Galaxie vom Hubble-Typ SB? im Sternbild Herkules am Nordsternhimmel, die schätzungsweise 136 Millionen Lichtjahre von der Milchstraße entfernt ist. Sie gilt als Mitglied der sechs Galaxien zählenden NGC 6500-Gruppe (LGG 414).
Im selben Himmelsareal befinden sich u. a. die Galaxien NGC 6490, NGC 6495, NGC 6500, NGC 6501.